# Från konflikt till nattvard – Tillsammans i hopp
Från konflikt till nattvard – Tillsammans i hopp (From Conflict to Communion – Together in Hope) var en ekumenisk åminnelse av 500-årsjubileet av reformationen som ägde rum den 31 oktober 2016 i Lunds domkyrka och på Malmö arena med företrädare för lutherdomen och Svenska kyrkan å ena sidan och Katolska kyrkan å den andra. Påve Franciskus närvarade som representant för Katolska kyrkan och som värd tillsammans med Martin Junge, Munib A. Younan som representant för Lutherska världsförbundet, och ärkebiskop Antje Jackelén som representant för Svenska kyrkan.
Inför åminnelsedagen hade Lutherska världsförbundet och Påvliga rådet för främjandet av kristen enhet tagit fram gemensamma dokument, däribland för lutheraner och katoliker gemensamt liturgiskt material ("Den allmänna bönen") och rapporten Från konflikt till gemenskap som bland annat är konsensusversionen av reformationens skeenden.
Den 31 oktober 2016 markerade inledningen till reformationens 500-årsjubileum; reformationen brukar betraktas som ha börjat då Martin Luther anslog 95 teser på slottskyrkans port i Wittenberg samma datum år 1517. Bakgrunden till From Conflict to Communion – Together in Hope kan spåras till en privat audiens 2011 mellan dåvarande påve Benedictus XVI och företrädare för Lutherska världsförbundet, när Benedictus XVI antog inbjudningen att deltaga i firandet över hela världen, för att samlas i tron på den treenige guden i gemensam lydnad av Herren och hans ord. Vid den audiensen framfördes önskan att det ekumeniska mötet skulle ge plats för allmännelig bön, rannsakning av historien och uppskattning av de föregående 1 500 åren som kyrkorna varit en och samma, och för att be för att kyrkorna må enas.
From Conflict to Communion – Together in Hope utgjordes av två framträdanden med påve Franciskus. Det första skedde i Lunds domkyrka med gudstjänst och gemensamt liturgi ("Allmännelig bön"). Det andra i Malmö Arena skedde för en större publik med flera kristna aktörer.